# Wédric le Barbu
 (août 2015).
Si vous disposez d'ouvrages ou d'articles de référence ou si vous connaissez des sites web de qualité traitant du thème abordé ici, merci de compléter l'article en donnant les références utiles à sa vérifiabilité et en les liant à la section « Notes et références ».
Wédric II le Barbu, mort en 1076, est le fils de Wédric le Sor. Charmé par ce paysage vint s'installer à Grand-Fayt, où il construisit un château. Il décida ensuite vers 1066, de faire construire un autre château à Avesnes-sur-Helpe. Wédric entra en conflit avec ses voisins. Pour agrandir son domaine, il demanda au comte de Hainaut d'être l'arbitre d'une affaire concernant l'abbaye de Liessies, pour justifier de leurs droits, les moines de l'abbaye de Liessies exhumèrent du tombeau de sainte Hiltrude le testament qu'elle avait couché sur une feuille de plomb. Pendant le procès il prit la feuille des mains des moines et la jeta dans le feu.
De son mariage avec Jehanne de Chièvres, fille de  Rasse de Chièvres il eut : Thierry, Gérard, Meuzon et Ade.
Gérard suivit Godefroid de Bouillon à la première Croisade. Ade, épouse de Fastré d'Oisy, fonda un couvent de femmes à l'abbaye St-Martin de Tournai et continua la maison des seigneurs d'Avesnes.
En 1076, il meurt, s'étant repenti, il se fit enterrer dans l'abbaye de Liessies entre l'ancienne et la nouvelle église du cloître.

## Sources
- Histoire sur la ville d'Avesnes-sur-Helpe de Jean Mossay
- Histoire et généalogie de Cambrai et de Cambrésis de J. le Carpentier